# Adrian Krzyżanowski
Adrian Krzyżanowski herbu Dębno, pseud.: Anonym, (ur. 8 września 1788 w majątku rodzinnym Dębowo, zm. 21 sierpnia 1852 w Warszawie) – polski matematyk, tłumacz literatury pięknej z niemieckiego i historyk, członek przybrany Towarzystwa Królewskiego Przyjaciół Nauk w Warszawie w 1829 roku.

## Życiorys
Syn Ignacego, byłego konfederaty barskiego i Bogumiły z Przyłuskich, urodzony 8 (lub według innych źródeł 7) września 1788 roku. Uczęszczał do Łomżyńskiej Szkoły Pijarskiej, został jej absolwentem i ostatecznie profesorem. W roku 1805 wstąpił do warszawskiego zgromadzenia pijarów. W latach 1806–1810 był nauczycielem szkół pijarskich w Warszawie (Żoliborz) i w Rydzynie (Wielkopolska). Wkrótce potem, niezwiązany jeszcze ślubami, wystąpił z zakonu pijarów. Do roku 1817 pracował jako profesor matematyki w Rydzynie i Płocku. W latach 1817–1820 kształcił się w Paryżu. Był również profesorem Liceum Warszawskiego i Uniwersytetu Warszawskiego.

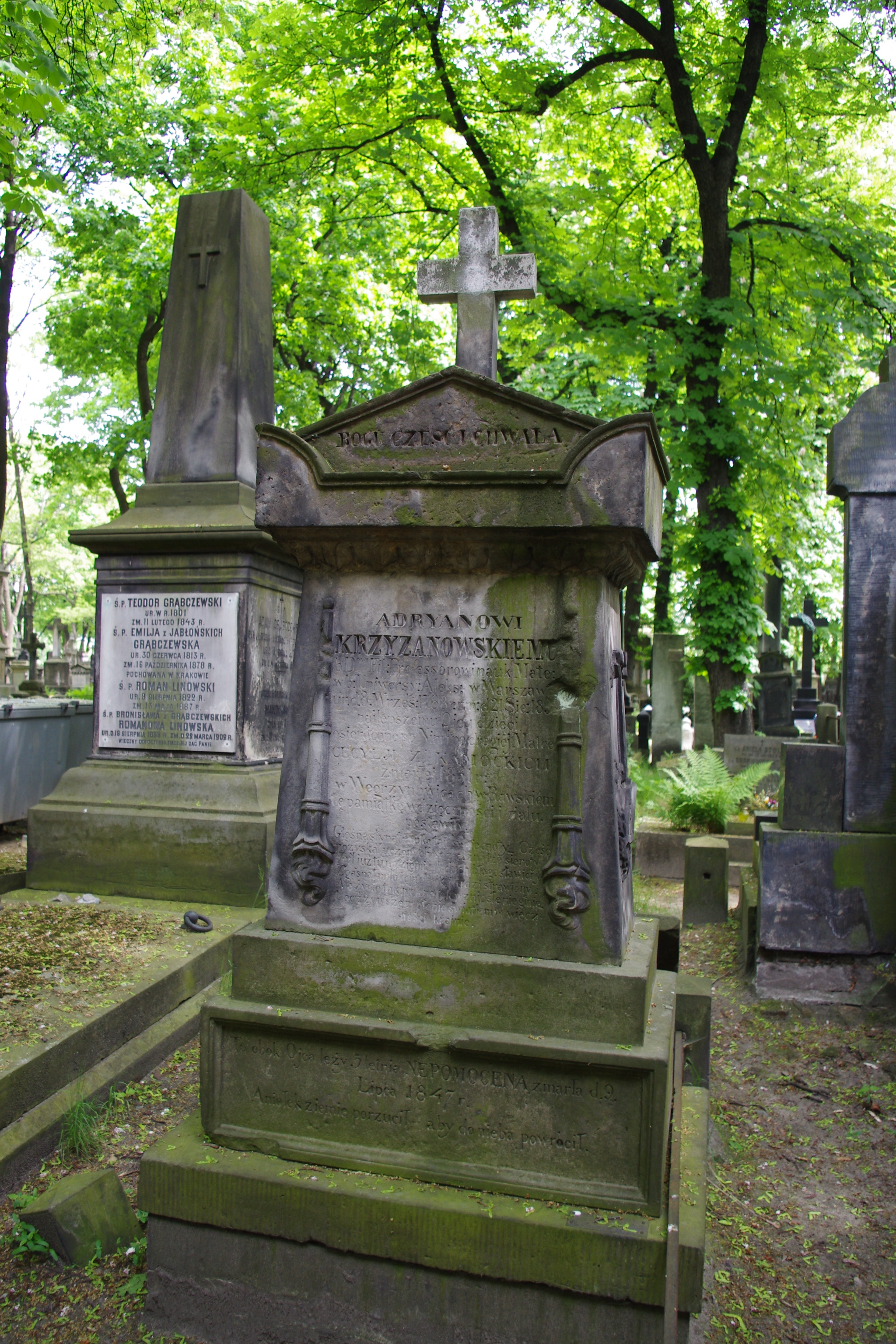
Grób matematyka Adriana Krzyżanowskiego na Starych Powązkach w Warszawie

Pomagał w przygotowaniu powstania listopadowego, a po klęsce tego zrywu stracił pracę w wyniku zamknięcia Uniwersytetu przez Rosję. Żył wtedy z tłumaczeń literatury, którymi się zajmował jeszcze przed Powstaniem, przekładając m.in. z niemieckiego powieści Aleksandra Oppeln-Bronikowskiego. Dopiero po 10 latach udało się mu przejść na emeryturę, gdyż "ciążyła" na nim przeszłość powstańcza. Zmarł na cholerę w 1852 roku. Pochowany na Powązkach (kwatera 163, VI, 5).

## Działalność naukowa i literacka
Krzyżanowskiemu możemy zawdzięczać popularyzację rachunku prawdopodobieństwa, gdyż matematyk zabiegał o włączenie go do programu wykładów uniwersyteckich. Oto fragment pisma skierowanego do władz uczelni: "W akademickim kursie algebry wypada koniecznie objąć Rachunek losów. O wydanie tego rachunku woła jego ważność i honor Uniwersytetu. Między innymi materiami rachunku losów znajdowałyby się następujące: ocenienie pewności przygód i narażań się ludzkich, do obliczania tablic śmiertelności i ludności, do wyznaczania długości średniego życia ludzkiego po różnych krajach, do medycyny, przystosowanie do narodzin płci obojga. O wpływie ospy i wakcyny na ludność i długość życia. O korzyściach i ciężarach ustanowień, które zależą od trafu wypadków, jakimi np. są zapewnienia morskie i lądowe, o kasach oszczędności itp."

### Publikacje i utwory
1. Mowa na zaczęcie szkół... Z odezwą do obywatelstwa, Płock (1815)
2. Teorya liczebnych równań wszech-stopni podług binomu Newtona, Warszawa 1816[4]
3. De construendis camaris ellipsoidicis ope projectionis graphicae. Dissertatio inauguralis matematico philosophica ąuam pro summis in philosophia honoribus rite conseąuendis, Warszawa 1821[5] (O budowie sklepień eliptycznych za pomocą rzutów ukośnych. Rozprawa doktorska)
4. Rozprawa nad zadaniem: z czyjej bardziej winy, czy królów, czy narodu, Polska upadła? Napisane z okoliczności rocznego z nauk popisu uczniów Szkoły Wojewódzkiej Krakowskiej w Kielcach, Kielce 1821[6], przedr. "Pszczółka Polska" 1823, t. 2; zobacz poz. 11
5. Geometrya analityczna linii i powierzchni drugiego rzędu, Warszawa 1822[7]
6. O życiu uczonym Stanisława Solskiego. Rozprawa napisana i na posiedzeniu publicznym Królewsko-Warszawskiego Uniwersytetu d. 31 lipca 1822 r. czytana, Warszawa 1822[8] (odb. z "Programu")
7. O zabytkach mowy słowiańskiej pozostałych w nazwiskach rodzin i miejsc krajów, które niegdyś były ojczyzną Słowian, "Pamiętnik Warszawski" 1823, t. 4 i odb.
8. Kopernik w Walhalli, "Gazeta Lwowska" 1843[9] i odb.; wyd. następne: Warszawa 1843; przedr. I. Polkowski w: Kopernikijana t. 2, Gniezno 1873
9. Kalendarz historyczny na wszystkie dni odnoszone do lat ery chrześcijańskiej, Warszawa 1843[10]
10. Mikołaja Kopernika, założyciela dzisiejszej astronomii, w 300 lat od jego skonu i objawienia jego układu, spomnienie jubileuszowe, powst. 1843, wyd. osobne Warszawa 1844[11]; także wydano w poz. 11
11. Dawna Polska ze stanowiska jej udziału w dziejach postępującej ludzkości, skreślona w jubileuszowym Mikołaja Kopernika roku 1843, Warszawa 1844[12] (tu także poz. 4 i 10), wyd. następne: wyd. H. Skimborowicz, cz. 1-2, Warszawa 1857; cz. 2 przedrukował I. Polkowski, jak wyżej poz. 8
12. O trudnościach zachodzących w wykładzie zasad geometryi elementarnej, Warszawa(?) 1825
13. O kalendarzu żydowskim, Warszawa 1844[13] (odb. z "Kalendarza" S. Strąbskiego)
14. O kalendarzu Mikołaja Kopernika, Warszawa 1844 (druk nienotowany przez Estreichera; inform. L. Finkel, poz. 20947)
15. O kalendarzu arabsko-tureckim, Warszawa 1845[14] (odb. z "Kalendarza" S. Strąbskiego)
16. Zarys dziejów zakonu maltańskiego w Polsce, "Album warszawskie", Warszawa 1845[15] i odb. Warszawa 1845
17. Działalność bojowych zapasów chrześcijaństwa z potęgą turecką w XV i XVI w., Warszawa 1850 (odb. z "Kalendarza" S. Strąbskiego)
18. Obraz życia śp. Teofila Wolickiego, arcybiskupa gnieźnieńskiego i poznańskiego, Warszawa 1850.[16]

W rękopisie pozostała część Algebry obejmująca
- A) Wykład równań drugiego stopnia
- B) Wykład równań trzeciego stopnia
- C) Wykład równań czwartego stopnia

z dedykacją S. K. Potockiemu, autograf: Biblioteka Narodowa, nr akc. 6942 (Archiwum Wilanowskie, sygn. 222).
Swe artykuły historyczne ogłaszał w czasopismach, m.in.: "Biblioteka Warszawska" (tu: O rodzinach spółczesnych i zażyłych w Krakowie z Kopernikami, 1841, t. 3), "Gazeta Lwowska", "Pamiętnik Warszawski", "Pszczółka Polska".

### Przekłady literatury
1. A. Bronikowski: Powieści historyczne. Oddz. I: Kazimierz Wielki i Esterka. Powieść historyczna z XIV wieku, z niemieckiego na język ojczysty przełożona t. 1-2, Warszawa 1828; wyd. następne: Lwów 1879
2. A. Bronikowski: Powieści historyczne. Oddz. II: Jana Kazimierza Wazy więzienie we Francji. Powieść historyczna z XVII wieku, z niemieckiego na język ojczysty przełożona t. 1-2, Warszawa 1828; wyd. następne: Lwów 1904 (pt. Powieści historyczne t. 4-5)

### Listy i materiały
1. Do wydawcy dzieła Cent médailles d'hommes célèbres, z roku 1819, w jęz. francuskim; wyd. A. Kraushar: Towarzystwo Warszawskie Przyjaciół Nauk t. 4, Warszawa 1902
2. Korespondencja z J. Brenanem z roku 1824, list do K. Hubickiego z roku 1830; wyd. I. Polkowski w: Kopernikijana t. 3, Gniezno 1875
3. Do J. Śniadeckiego z roku 1824, wyd. M. Baliński: Pamiętniki o Janie Śniadeckim t. 2, Wilno 1865
4. Do Komisji Wyznań Religijnych i Oświecenia Publicznego z 15 marca 1830, wyd. M. Łodyński w: Materiały do dziejów państwowej polityki bibliotecznej w Księstwie Warszawskim i Królestwie Polskim (1807-1831), Wrocław 1958, "Książka w dawnej kulturze polskiej" nr 8 (s. 187-189)
5. Autobiografia i sprawozdanie z podróży za granicę (1817-1820), wyd. H. Skimborowicz we wstępie do: Dawna Polska... cz. 1, Warszawa 1857 (porównaj: Publikacje i utwory poz. 11)
6. Osoboje mnienije kasatielno  projekta isprawlenija nynieszniego uczyliszcznego ustawa 1835, rękopis: Biblioteka Narodowa (Archiwum Wilanowskie, depozyt prezydenta, sygn. 322), zniszczony w roku 1944.